# Georges Louis Marie Dumont de Courset
O barão Georges Louis Marie Dumont de Courset (Château de Courset, perto de Bolonha do Mar , 16 de setembro de 1746 – 1824) foi um botânico e agrônomo francês.